# Tommy Prim
Leif Tommy Prim, född den 29 juli 1955 i Svenljunga, Västergötland, är en svensk före detta cyklist, professionell i det italienska Bianchistallet 1980–1986. Prim tillhörde CK Wano i Varberg innan han mellan åren 1978 till 1980 tillhörde IF Saabs cykelsektion som då var Sveriges ledande cykelklubb. Under denna tid och dessförinnan erövrade Tommy Prim en rad framgångar både internationellt och nationellt. Prim blev bland annat svensk mästare i 180 km linjelopp 1976, svensk mästare i 50 km tempo 1979, svensk mästare i lagtempo 70 km 1979 (tillsammans med Claes Göransson och Mats Mikiver) samt silvermedaljör i NM i lagtempo med Alf Segersäll, Claes Göransson samt Mats Mikiver.
1983 blev han den förste skandinav att vinna en klassiker då han segrade i loppet Paris–Bryssel. 
Andra höjdpunkter i karriären är segrarna i Tirreno-Adriatico och Romandiet runt samt två andraplatser i Giro d'Italia, 1981 och 1982, där han också 1983 vann den inledande tempoetappen. Under 1980 års Giro d'Italia, vilket var hans första, slutade Tommy Prim på 4:e plats i totalen, vann ungdomströjan, samt var först i mål på 15:e etappen, till Teramo.
1982 slutade Prim fyra i Super Prestige Pernod, dåtidens "inofficiella världscup".

## Meriter

### Professionell
| 1980 Vinnare av Coppa Agostoni 2:a totalt i Deutschland Tour 2:a totalt i Giro del Trentino 4:a totalt i Giro d'Italia Vinnare av ungdomstävlingen Vinnare av etapp 15 4:a totalt i Paris–Nice Vinnare av etapp 2 7:a totalt i Giro di Sardegna 9:a i Giro dell'Emilia 9:a i Gran Premio Città di Camaiore 1981 Vinnare totalt av Tour de Romandie Vinnare av Trofeo Pantalica Vinnare av etapp 5 i Paris–Nice 2:a totalt i Giro d'Italia 3:a totalt i Deutschland Tour 5:a i Trofeo Laigueglia 5:a i Trofeo Baracchi med Gianbattista Baronchelli 6:a i Giro di Lombardia 6:a i Giro di Romagna | 1982 Vinnare totalt av Postgirot Open Vinnare av etapp 7b (ITT) 2:a totalt i Giro d'Italia 2:a totalt i Tour de Romandie Vinnare av etapp 1 2:a i Gran Premio Industria e Commercio di Prato 3:a totalt i Setmana Catalana de Ciclisme Vinnare av etapp 1 3:a i Züri Metzgete 4:a i Super Prestige Pernod 5:a i Liège–Bastogne–Liège 5:a i Milano–Sanremo 1983 Vinnare totalt av Postgirot Open Vinnare av etapp 6b (ITT) och 8 Vinnare av Paris–Bryssel 3:a totalt i Tour de Romandie Vinnare av etapp 5b (ITT) 3:a i Trofeo Baracchi med Alf Segersäll 8:a totalt i Giro di Sardegna | 1984 Vinnare totalt av Tirreno-Adriatico 2:a i Trofeo Baracchi med Alf Segersäll 4:a i Giro di Lombardia 1985 Vinnare av etapp 3b i Danmark Rundt 3:a totalt i Tour de Romandie Vinnare av etapp 5a (ITT) 4:a totalt i Giro d'Italia 8:a totalt i Postgirot Open Vinnare av etapp 6a (ITT) |